# Dave Willians
Dave Williams (Shrewsbury, 14 de Junho de 1986) foi um membro da banda de pop punk Son Of Dork, juntamente com James Bourne, Chris Leonard, Danny Hall e Steve Rushton. 
Depois que nasceu em Shrewsbury, se mudou com sua família para Abertillery, País de Gales. 
Foi noticiado no final de 2005, de que ele foi namorado de Kelly Osbourne do The Osbournes.

## Kobe
Desde de 28 de Agosto de 2007 Dave tocou baixo em sua ex-banda  chamada "Kobe". 
Embora não seja o seu instrumento, ele diz: "Eu estou atualmente arrasando com a minha música tocando baixo com os meninos do Kobe, não é o meu instrumento, mas estou tendo uma grande carga de divertimento, estou compondo com eles e é tão fuck it, isso permite ter muito show na estrada e ganhando uma cerveja toda noite "

## Adelaide
Atualmente Dave é vocal e guitarrista em sua nova banda Adelaide, juntamente com Dave Fee, John Lloyd, Daniel Nash e Josh Leach.

## Turnês e prêmios
(Com o Son Of Dork)

### Turnês
- Better Late Than Never Tour (Headline tour) - CANCELADO.
- Get Happy Tour 2007- Junto com Bowling for Soup - ESGOTADO.
- Welcome to Loserville Live Radio Tour 2006.

### Prêmios
- Smash Hits Awards 2005 - Best Nova banda.
- ShockWaves NME Awards 2006 - Pior banda.

## Discografia
Com o Son Of Dork
"Welcome To Loserville"
- Lançado: 21 de Novembro de 2005
- Certificado UK: Ouro
- Posição: 35 lugar no Reino Unido
- Singles:
- 2005 Ticket Outta Loserville (Lançado 21 de Novembro) - #3 no UK.
- 2006 Eddie's Song (Lançado 16 de Janeiro) - #10 no UK.